# Flagge Paranás

7:10

Die Flagge Paranás ist die Flagge des brasilianischen Bundesstaates Paraná.
Sie wurde am 9. Januar 1892 angenommen und im März 1947 und September 1990 etwas abgeändert.
Die Flagge lehnt sich im Design stark an die brasilianische Nationalflagge an. Im Zentrum steht ein blauer Kreis, auf dem das Kreuz des Südens abgebildet ist.
Wie auch auf der Nationalflagge ist die Kugel durch ein Band durchtrennt. Auf diesem steht das Wort „PARANÁ“. Der Kreis ist umgeben von einem Zweig eines Kiefernbaums (rechts, Araucaria angustifolia) und einem Zweig des Mate-Strauchs (links, Ilex paraguariensis).
Farbensymbolik: Grün steht für die Natur, Weiß für den friedlichen Geist der Paranaenser.

## Quelle
- Paraná (Brazil) – Flag of the State of Paraná. In: fotw.info. Flags of the World Web Site, abgerufen am 29. Juli 2021 (englisch, mit Abschnitt Historic Flags of Paraná).